# Николайчики (печенье)

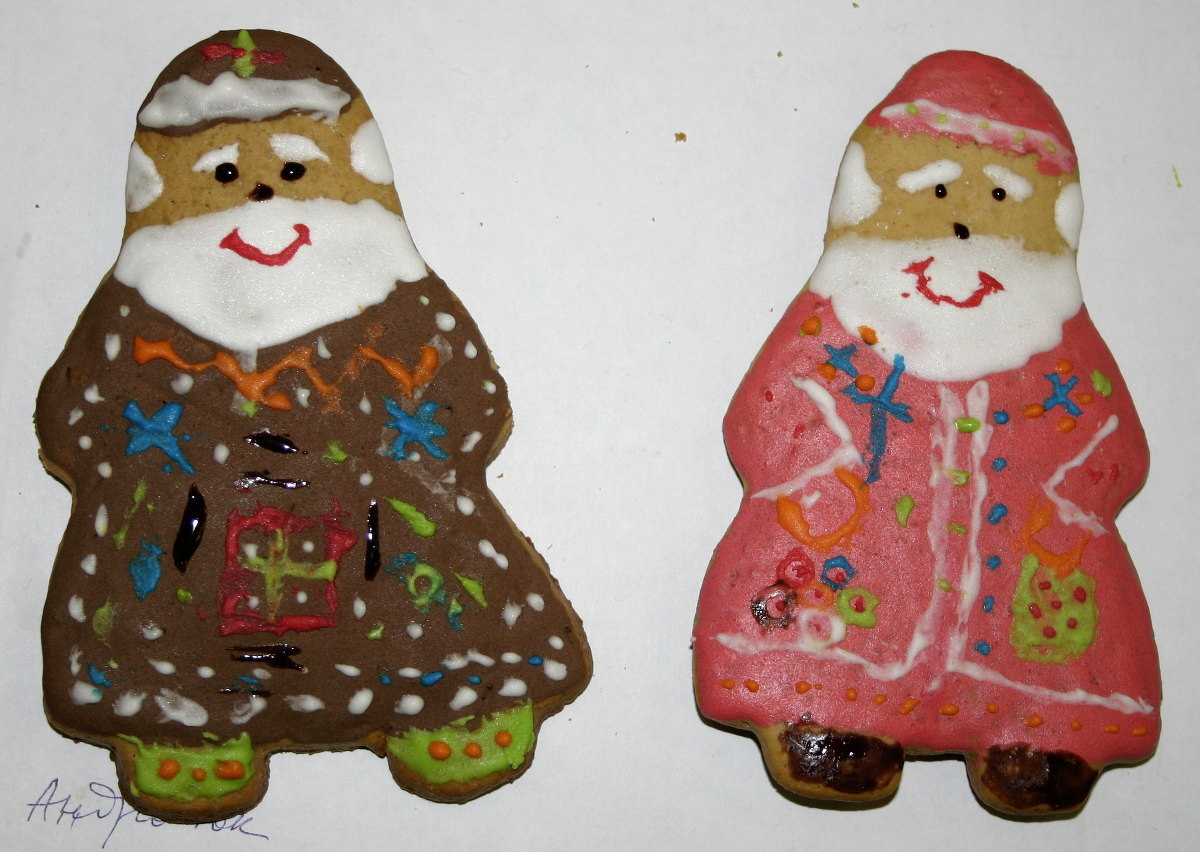
Николайчики, расписанные глазурью (детские работы)

Николайчики (укр. Миколайчики, читается «мыколайчыкы») — традиционное западноукраинское печенье или пряники, которое пекут ко Дню Святого Николая и дарят детям. 
Печенье может иметь разную форму, от простых (звездочки, солнце, луна) до более сложных (петушки, рыбки, лошадки, ангелы). Также распространена форма в виде Святого Николая – в тулупе, с бородой.
Рецепты теста и способы изготовления также могут быть разными. Это могут быть отжатые в деревянных формах рельефные пряники. Или вырезанные формочкой из раскатанного теста, посыпанные сахарной пудрой, смазанные мёдом или расписанное разноцветной белковой глазурью. Некоторые рецепты содержат молоко и яйца – запрещенные к употреблению продукты во время рождественского поста. Однако николайчики предназначались детям, а для малышей в пост делались исключения .

## Рецепт

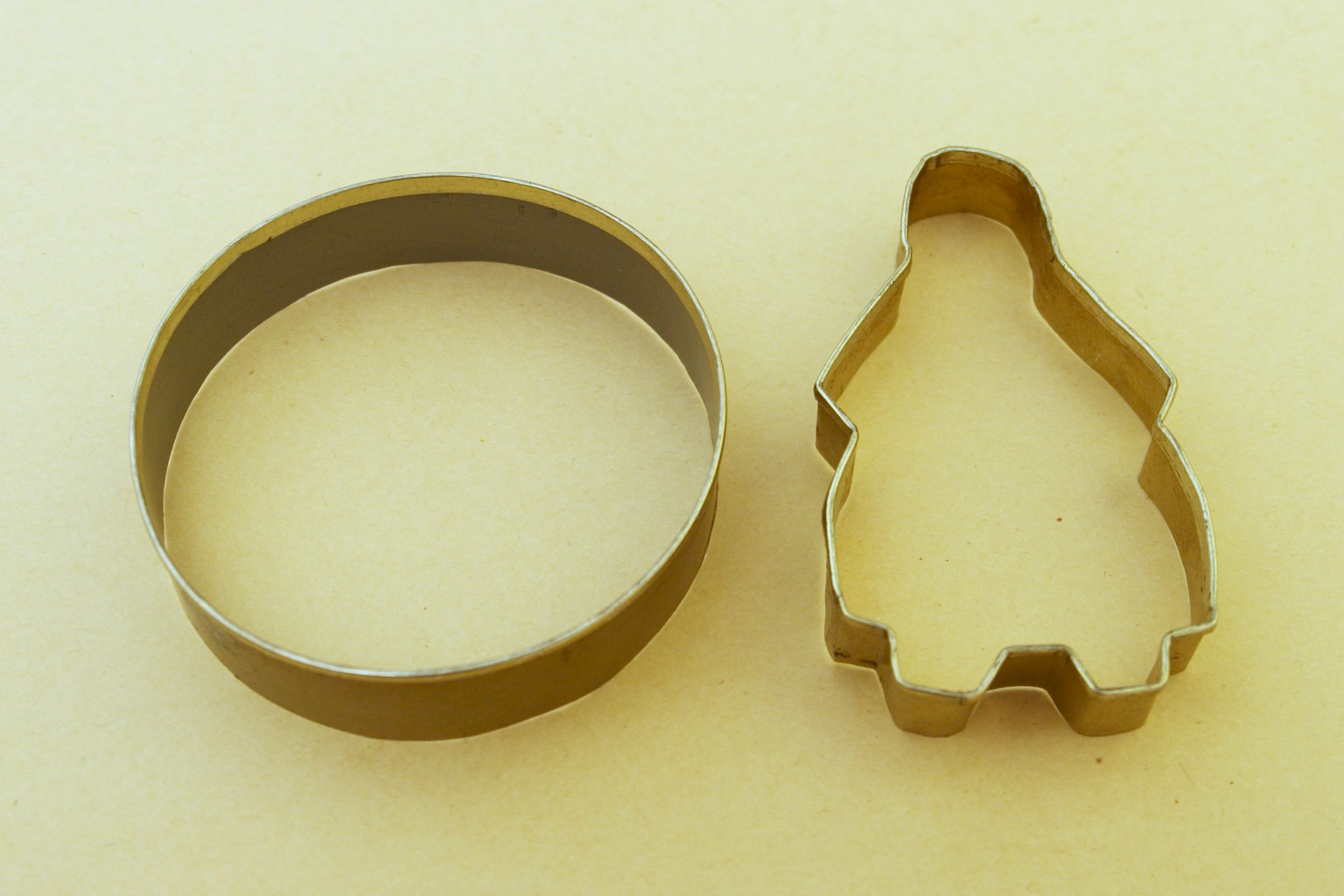
Консервная банка с обрезанным дном и изготовленная из нее формочка для николайчиков.

Тесто замешивается из муки, сахара, маргарина или сливочного масла, яиц, мёда, гашеной соды, сметаны, с добавлением корицы и гвоздики. Вымешанное тесто ставят в холодное место минимум на час, затем раскатывают, вырезают формочкой пряники, выкладывают на противень, и выпекают. В современных рецептах в тесто добавляют имбирь, какао, ром или бренди. Для раскраски используется глазурь, белая или цветная.

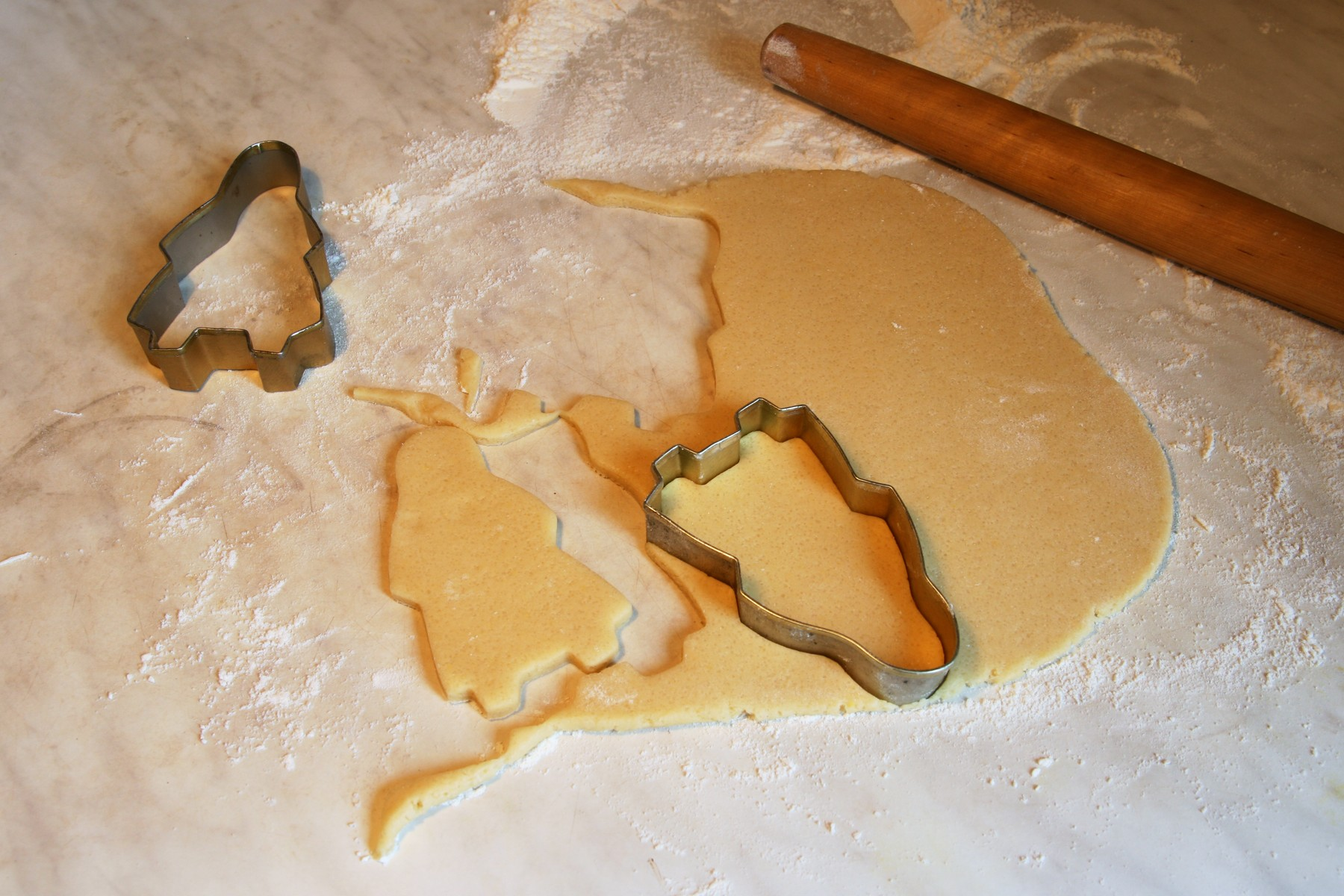
Вырезание пряников из раскатанного теста
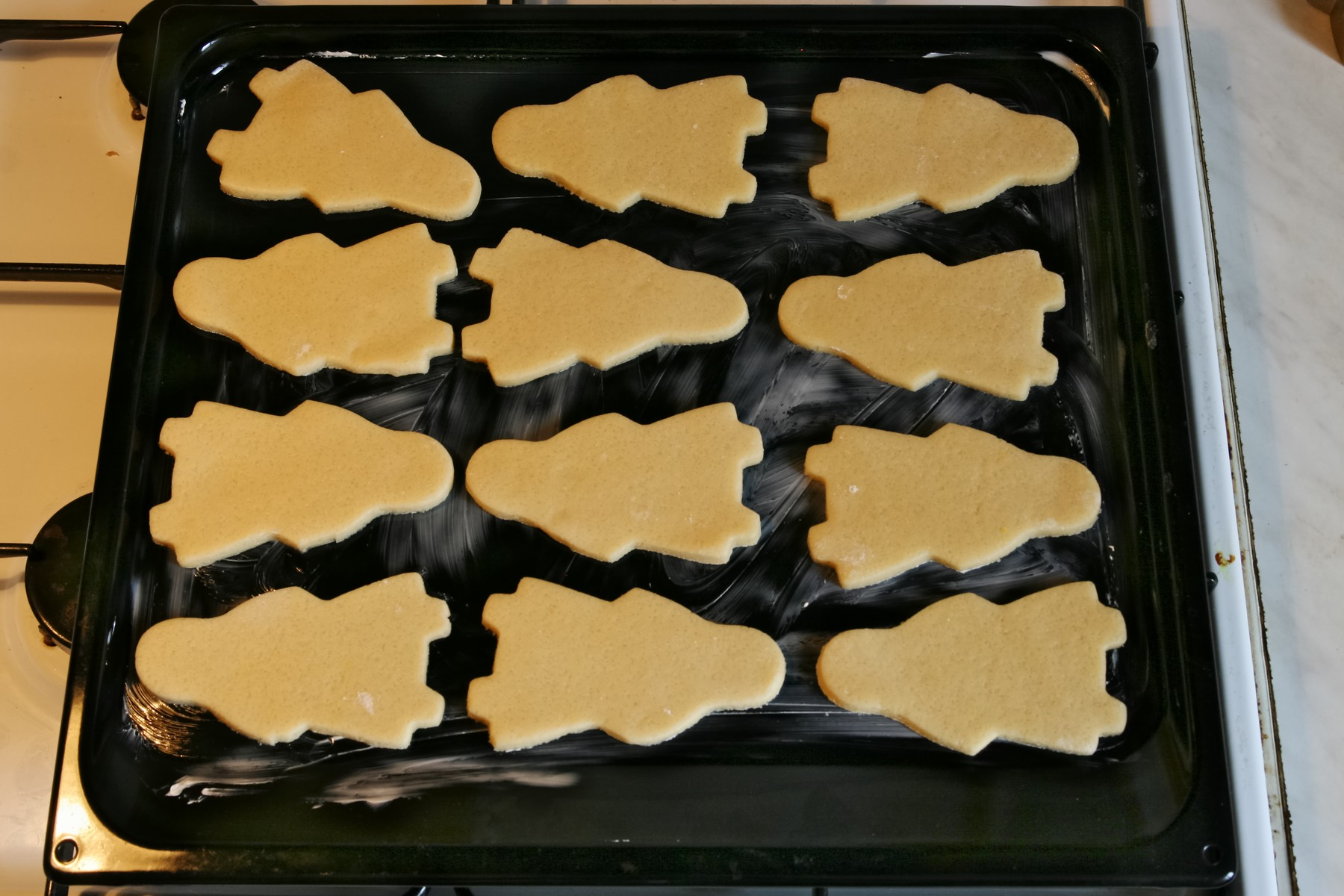
Размещение перед выпечкой
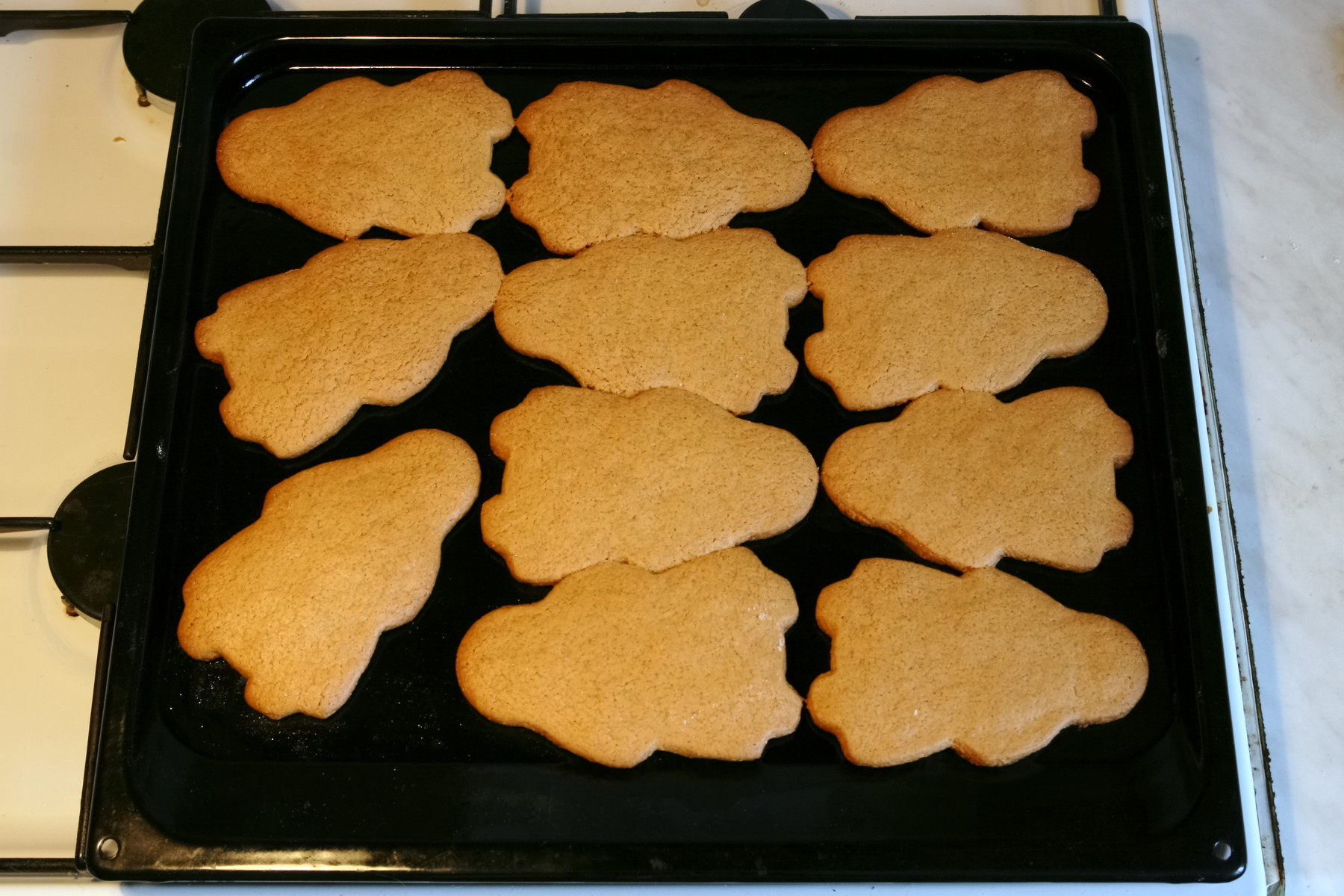
Заготовки николайчиков
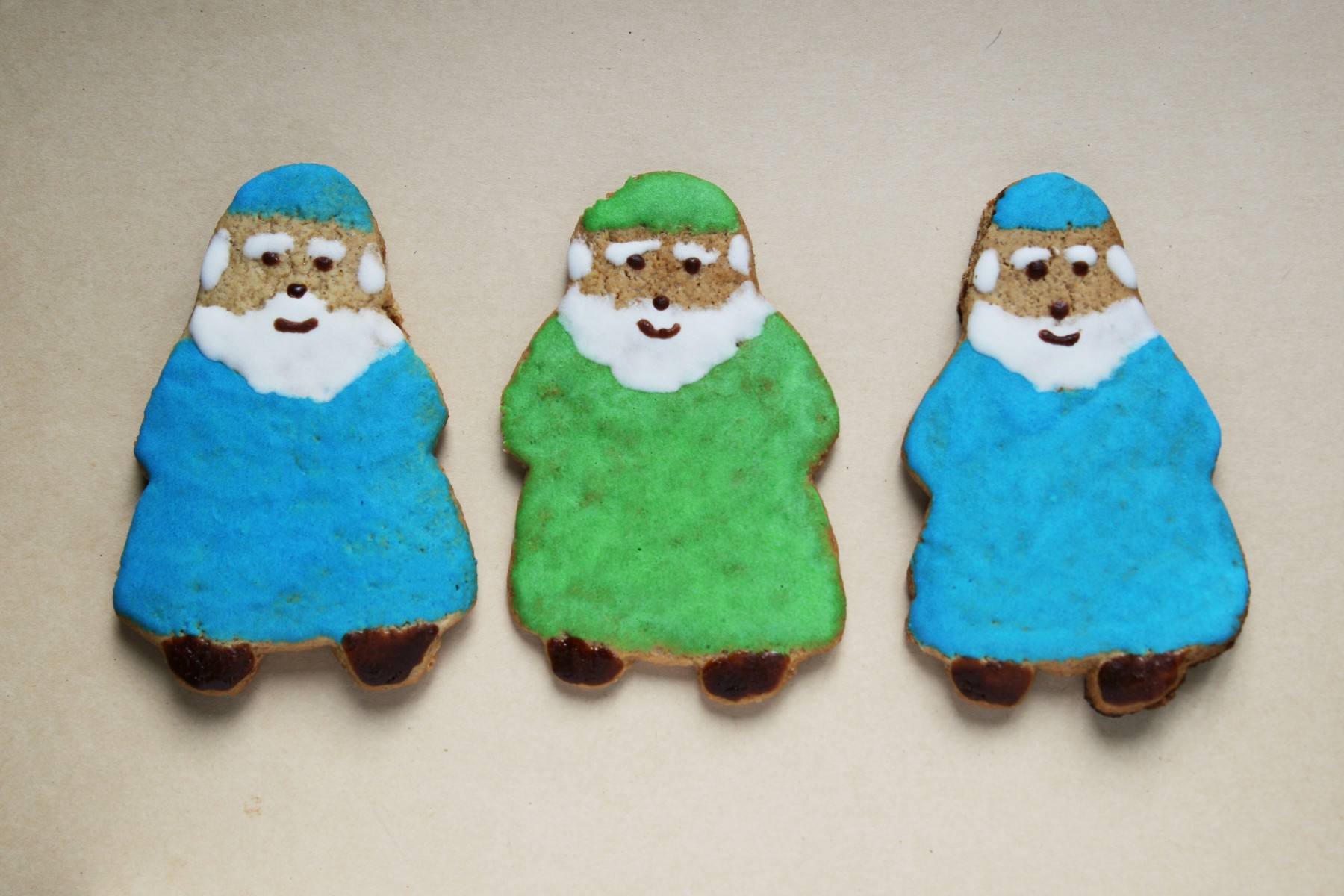
Раскрашенные пряники
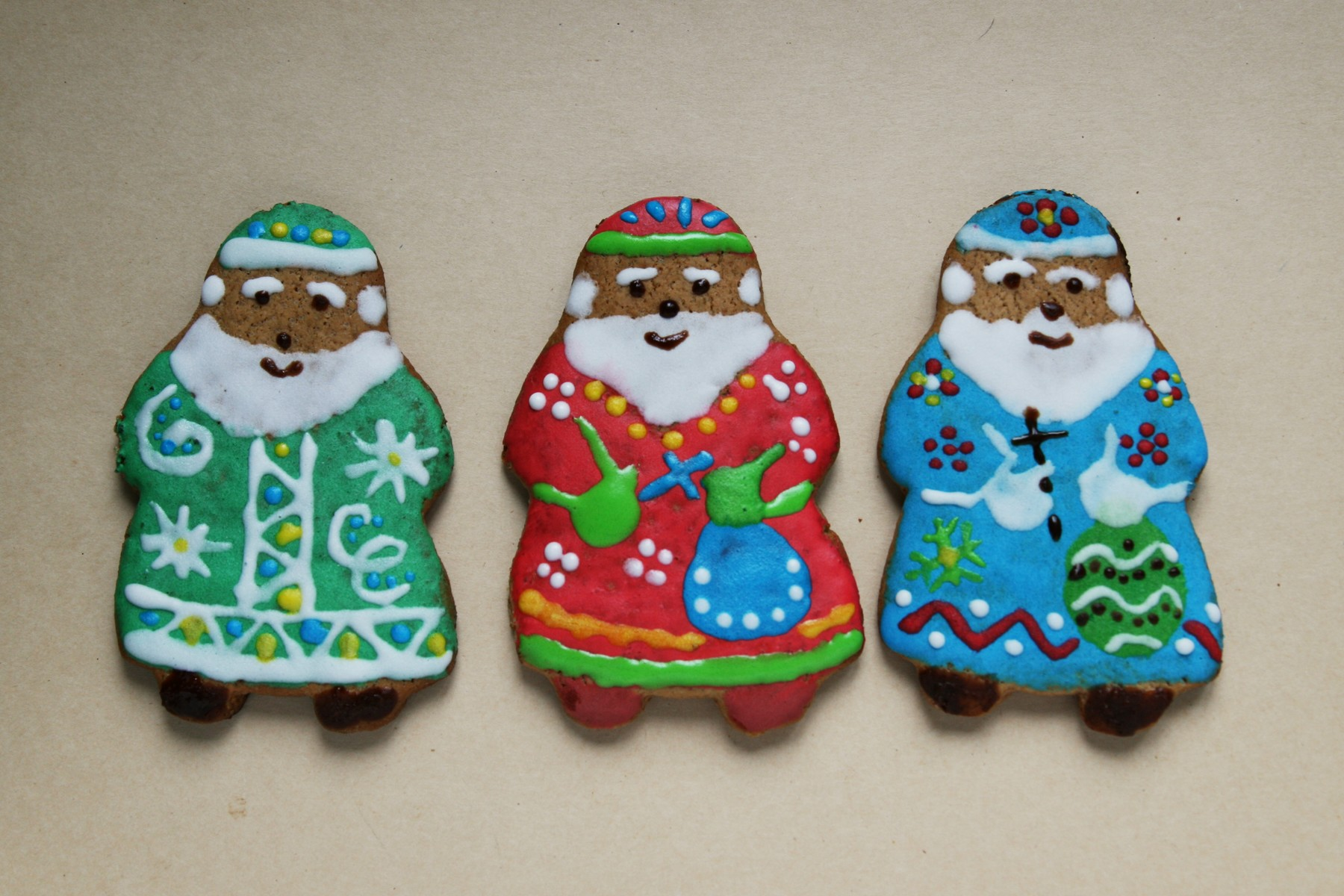
Готовые николайчики

## См.также
- Пряничный человечек